# Moreira Sales (kommun)
Moreira Sales är en kommun i Brasilien.   Den ligger i delstaten Paraná, i den södra delen av landet, 1 100 km sydväst om huvudstaden Brasília. Antalet invånare är 12 606.
Följande samhällen finns i Moreira Sales:
- Moreira Sales

Trakten runt Moreira Sales består i huvudsak av gräsmarker. Runt Moreira Sales är det glesbefolkat, med 18 invånare per kvadratkilometer.